# 江南市
江南市（日语：／ Kōnan shi */?）是位於日本愛知縣西北部的行政區劃，由於位於木曾川南側，故以「江南」為名。
本地從19世紀開始即開始發展蠶業，在近代因而發展出簾的生產聚落。

## 人口
由於市區內可經名古屋鐵道犬山線直接進入名古屋市區，利用特急列車更可在二十分鐘內抵達，因此現已成為名古屋市的犬山線。
| 江南市人口分布圖 |                                               |  |
| 江南市與日本全國年齡別人口分布比較圖 （2005年資料） | 江南市的年齡、男女別人口分布圖 （2005年資料） |  |
| ■紫色是江南市 ■綠色是全国 | ■藍色是男性 ■紅色是女性                       |  |
| 江南市人口變化 \| 1970年 \| 77,996人 \| \| \| 1975年 \| 90,426人 \| \| \| 1980年 \| 92,141人 \| \| \| 1985年 \| 92,049人 \| \| \| 1990年 \| 93,837人 \| \| \| 1995年 \| 95,521人 \| \| \| 2000年 \| 97,923人 \| \| \| 2005年 \| 99,055人 \| \| \| 2010年 \| 99,730人 \| \| \| 2015年 \| 98,359人 \| \| \| 2020年 \| 98,255人 \| \| |                                               |  |
| 資料來源：日本總務省統計中心提供之人口普查數據 |                                               |  |
| 1970年 | 77,996人                                      |  |
| 1975年 | 90,426人                                      |  |
| 1980年 | 92,141人                                      |  |
| 1985年 | 92,049人                                      |  |
| 1990年 | 93,837人                                      |  |
| 1995年 | 95,521人                                      |  |
| 2000年 | 97,923人                                      |  |
| 2005年 | 99,055人                                      |  |
| 2010年 | 99,730人                                      |  |
| 2015年 | 98,359人                                      |  |
| 2020年 | 98,255人                                      |  |

## 歷史
江南市的轄區過去在令制國時代屬於尾張國，南半部屬丹羽郡，北半部靠近木曾川沿岸區域屬葉栗郡；14世紀至15世紀期間，畠山氏的分支安井氏曾在此宮後城；16世紀中織田氏的家臣生駒家宗也在此建立小折城，其女兒生駒吉乃後來成為織田信長的側室，織田信長與生駒吉乃之子織田信雄也因此出生於此。
17世紀江戶時代後，大部分區域都成為尾張藩的領地，僅少部分區域屬於尾張藩御附家老成瀨氏犬山藩的領地；19世紀末明治維新實施廢藩置縣後，原屬各藩的區域分別改隸屬名古屋縣和犬山縣，在1872年的第一次府縣整併後全部區域隸屬新整併的名古屋縣，而名古屋縣在四個月後更名為愛知縣。
1889年日本實施町村制，現在的江南市轄區在當時分屬小折村、秋津村、和勝村、旭村、兩高屋村、古知野村、榮村、東野村、豐原村、飛保村、村久野村、小草鹿村、宮田村共13個行政區劃；在1906年愛知縣進行町村整併後，這13個行政區劃被整併為位於中部的古知野町、位於南部的布袋町、位於東北部的草井村、位於西北部的宮田村四個行政區劃，其中宮田村後來在1924年升格為宮田町。
1950年代日本政府開始推動昭和大合併，古知野町、布袋町、宮田町、草井村因而在1954年合併為江南市。

### 變遷表
| 1889年10月1日               | 1889年 - 1944年                   | 1889年 - 1944年            | 1889年 - 1944年             | 1945年 - 1954年           | 1955年 - 1989年           | 1989年 - 現在             | 現在                      |
| --------------------------- | --------------------------------- | -------------------------- | --------------------------- | ------------------------- | ------------------------- | ------------------------- | ------------------------- |
| 飛保村                      | 飛保村                            | 1906年5月10日 合併為宮田村 | 1924年12月15日 改制為宮田町 | 1954年6月1日 合併為江南市 | 1954年6月1日 合併為江南市 | 1954年6月1日 合併為江南市 | 1954年6月1日 合併為江南市 |
| 宮田村                      |                                   | 1906年5月10日 合併為宮田村 | 1924年12月15日 改制為宮田町 | 1954年6月1日 合併為江南市 | 1954年6月1日 合併為江南市 | 1954年6月1日 合併為江南市 | 1954年6月1日 合併為江南市 |
| 村久野村                    | 村久野村                          | 1906年5月10日 合併為草井村 | 1906年5月10日 合併為草井村  | 1954年6月1日 合併為江南市 | 1954年6月1日 合併為江南市 | 1954年6月1日 合併為江南市 | 1954年6月1日 合併為江南市 |
| 小草鹿村                    | 1895年9月30日 草井村              | 1906年5月10日 合併為草井村 | 1906年5月10日 合併為草井村  | 1954年6月1日 合併為江南市 | 1954年6月1日 合併為江南市 | 1954年6月1日 合併為江南市 | 1954年6月1日 合併為江南市 |
| 小草鹿村                    | 1895年9月30日 小鹿村              | 1906年5月10日 合併為草井村 | 1906年5月10日 合併為草井村  | 1954年6月1日 合併為江南市 | 1954年6月1日 合併為江南市 | 1954年6月1日 合併為江南市 | 1954年6月1日 合併為江南市 |
| 小折村                      | 1894年11月26日 改制並更名為布袋町 | 1906年5月1日 合併為布袋町  | 1906年5月1日 合併為布袋町   | 1954年6月1日 合併為江南市 | 1954年6月1日 合併為江南市 | 1954年6月1日 合併為江南市 | 1954年6月1日 合併為江南市 |
| 榮村                        |                                   | 1906年5月1日 合併為布袋町  | 1906年5月1日 合併為布袋町   | 1954年6月1日 合併為江南市 | 1954年6月1日 合併為江南市 | 1954年6月1日 合併為江南市 | 1954年6月1日 合併為江南市 |
| 秋津村                      |                                   | 1906年5月1日 合併為布袋町  | 1906年5月1日 合併為布袋町   | 1954年6月1日 合併為江南市 | 1954年6月1日 合併為江南市 | 1954年6月1日 合併為江南市 | 1954年6月1日 合併為江南市 |
| 1906年5月1日 合併為古知野町 |                                   |                            |                             | 1954年6月1日 合併為江南市 | 1954年6月1日 合併為江南市 | 1954年6月1日 合併為江南市 | 1954年6月1日 合併為江南市 |
| 和勝村                      |                                   |                            |                             | 1954年6月1日 合併為江南市 | 1954年6月1日 合併為江南市 | 1954年6月1日 合併為江南市 | 1954年6月1日 合併為江南市 |
| 旭村                        |                                   |                            |                             | 1954年6月1日 合併為江南市 | 1954年6月1日 合併為江南市 | 1954年6月1日 合併為江南市 | 1954年6月1日 合併為江南市 |
| 兩高屋村                    |                                   |                            |                             | 1954年6月1日 合併為江南市 | 1954年6月1日 合併為江南市 | 1954年6月1日 合併為江南市 | 1954年6月1日 合併為江南市 |
| 古知野村                    | 1896年11月2日 改制為古知野町      |                            |                             | 1954年6月1日 合併為江南市 | 1954年6月1日 合併為江南市 | 1954年6月1日 合併為江南市 | 1954年6月1日 合併為江南市 |
| 東野村                      |                                   |                            |                             | 1954年6月1日 合併為江南市 | 1954年6月1日 合併為江南市 | 1954年6月1日 合併為江南市 | 1954年6月1日 合併為江南市 |
| 豐原村                      | 1893年11月18日 併入東野村         |                            |                             | 1954年6月1日 合併為江南市 | 1954年6月1日 合併為江南市 | 1954年6月1日 合併為江南市 | 1954年6月1日 合併為江南市 |
| 豐原村                      | 1896年11月30日 更名為瀨部村       | 1906年7月1日 合併為西成村  | 1940年9月20日 併入一宮市    | 1940年9月20日 併入一宮市  | 1940年9月20日 併入一宮市  | 一宮市                    | 一宮市                    |

## 交通
自市中心利用江南車站經名古屋鐵道犬山線可在二十分鐘內抵達名古屋主要市區；同樣屬於名古屋鐵道旗下的名鐵巴士也以江南車站為中心開設多條客運路線，除了可連結市內各地，也有路線可接往西側的一宮市和北側的各務原市川島町地區。

### 鐵路
- 名古屋鐵道
  - 犬山線：（←岩倉市） - 布袋車站 - 江南車站 - （扶桑町→）

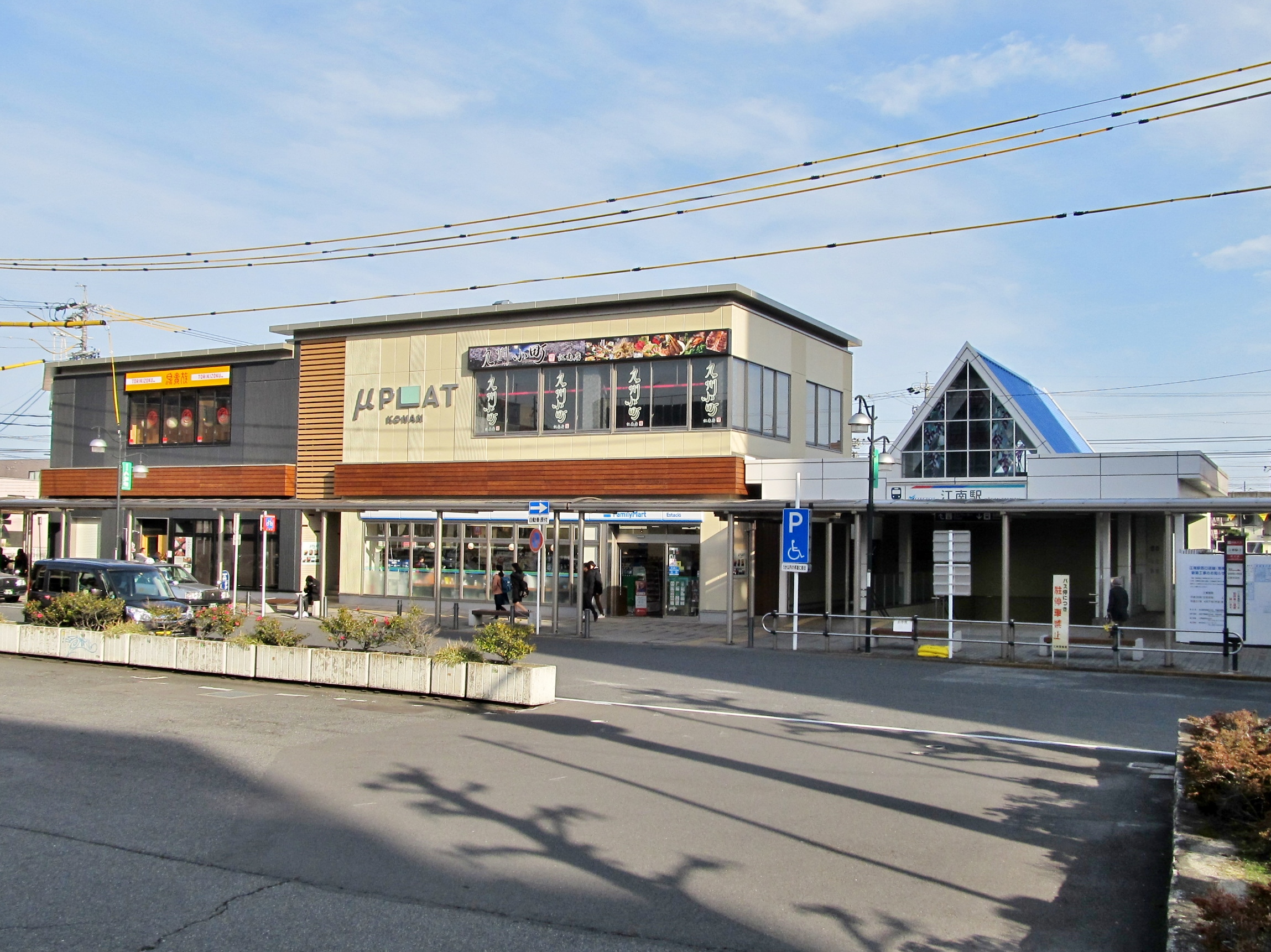
江南車站
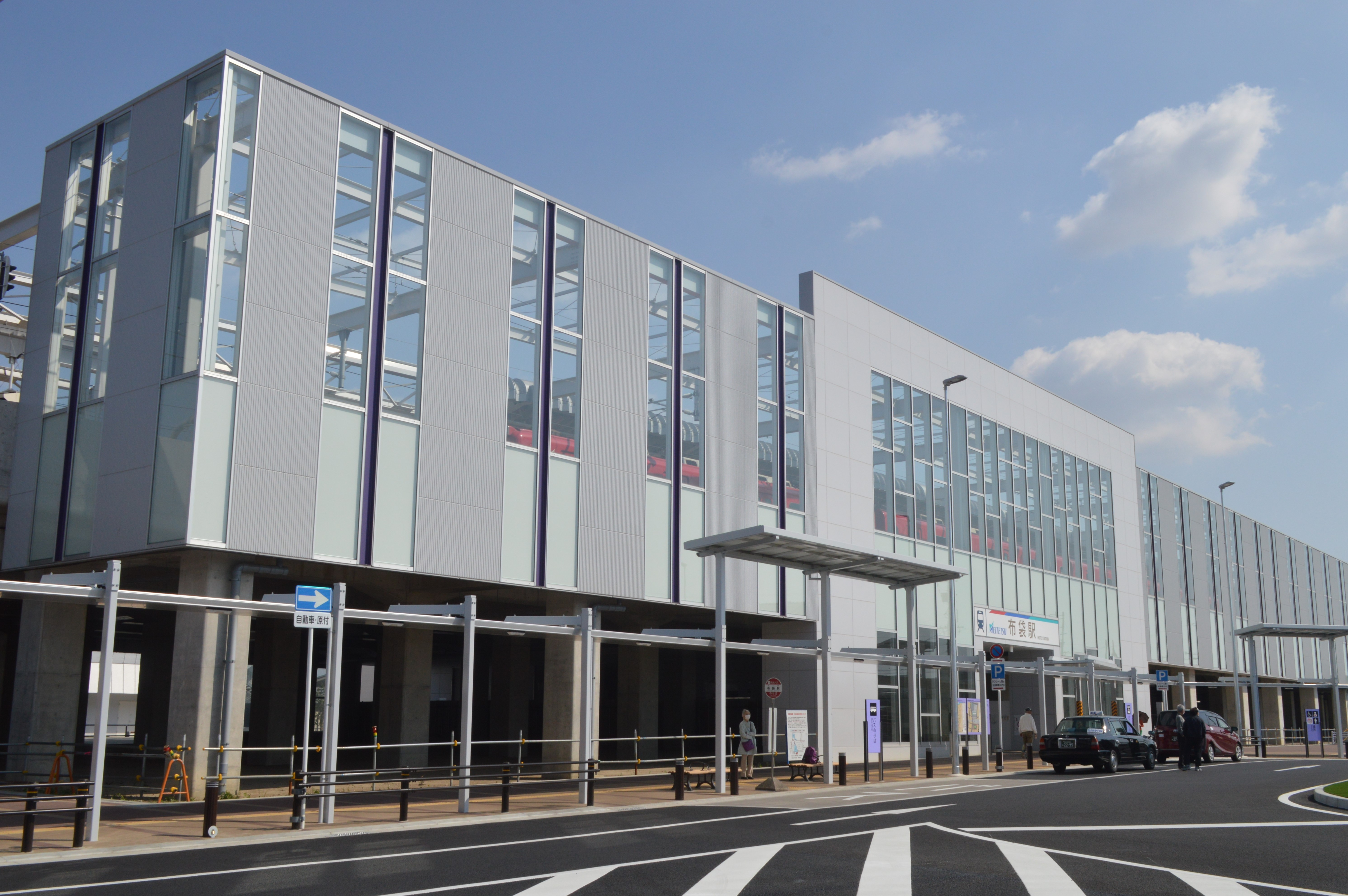
布袋車站

## 觀光資源
位於市區北側的曼陀羅寺建於14世紀，其內的書院和正堂分別建於16及17世紀，現都已被列為國家指定重要文化財產，寺院同時也是觀賞日本紫藤的著名景點，每年在四月底至五月初期間會配合開花時期舉辦藤花祭。
位於市區南側由於過去曾是織田信長側室生駒吉乃娘家生駒氏的領地，生駒氏在江戶時代成為尾張藩家臣，並繼續領有此地，原本的小折城也被改為下屋敷繼續使用，但下屋敷在19世紀末已被拆除，現僅留存下屋敷的中門。一旁的久昌寺則是生駒氏家族的菩提寺，但在2021年由於寺院無法繼續維持經營，現土地已被市政府收購改設為公園。
同樣在市區南側有一座以混凝土製作18公尺高的藥師佛坐像，由於位於布袋町地區而被稱為「布袋的大佛，為私人在1954年建造完成。

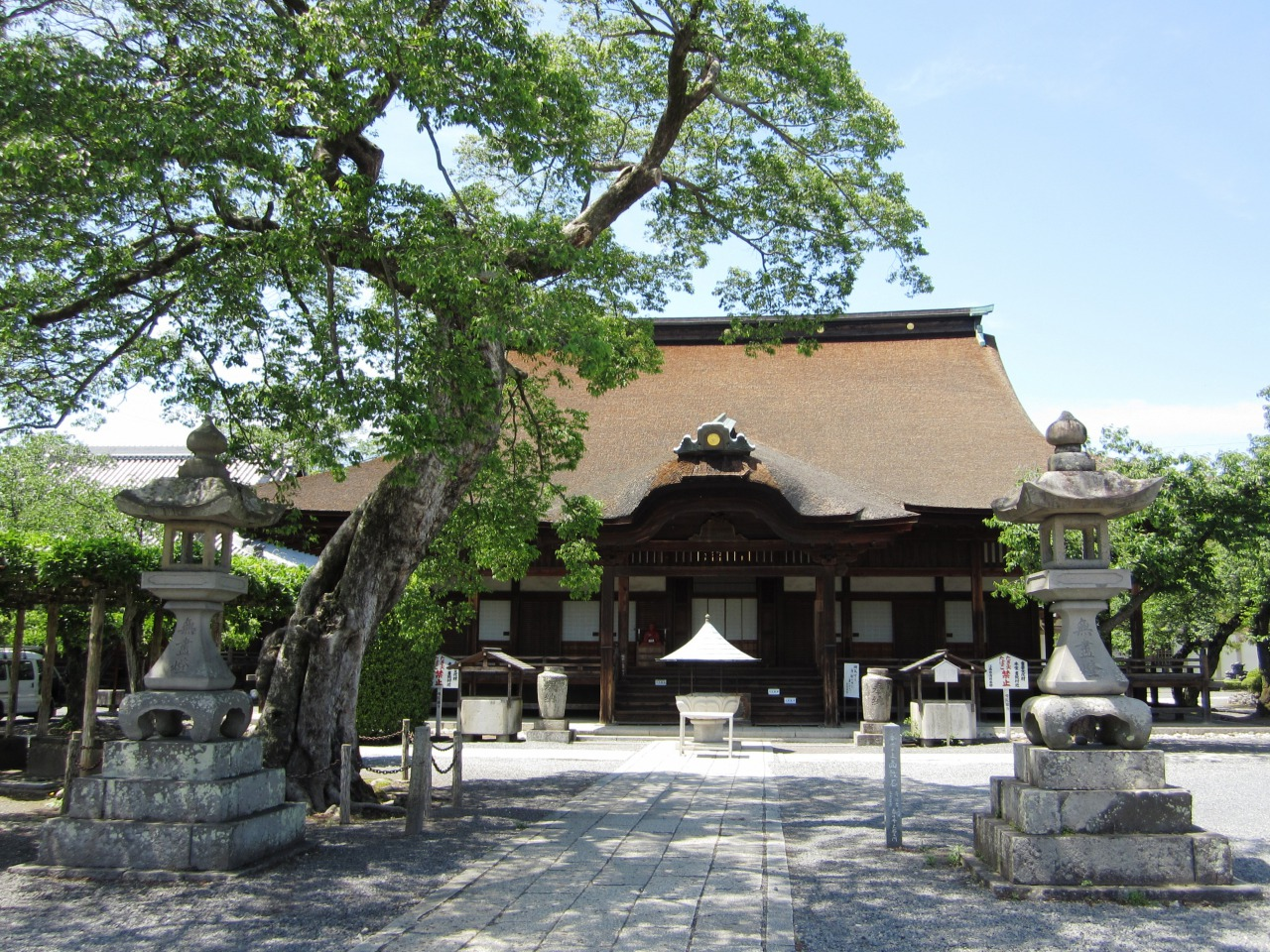
曼陀羅寺正堂
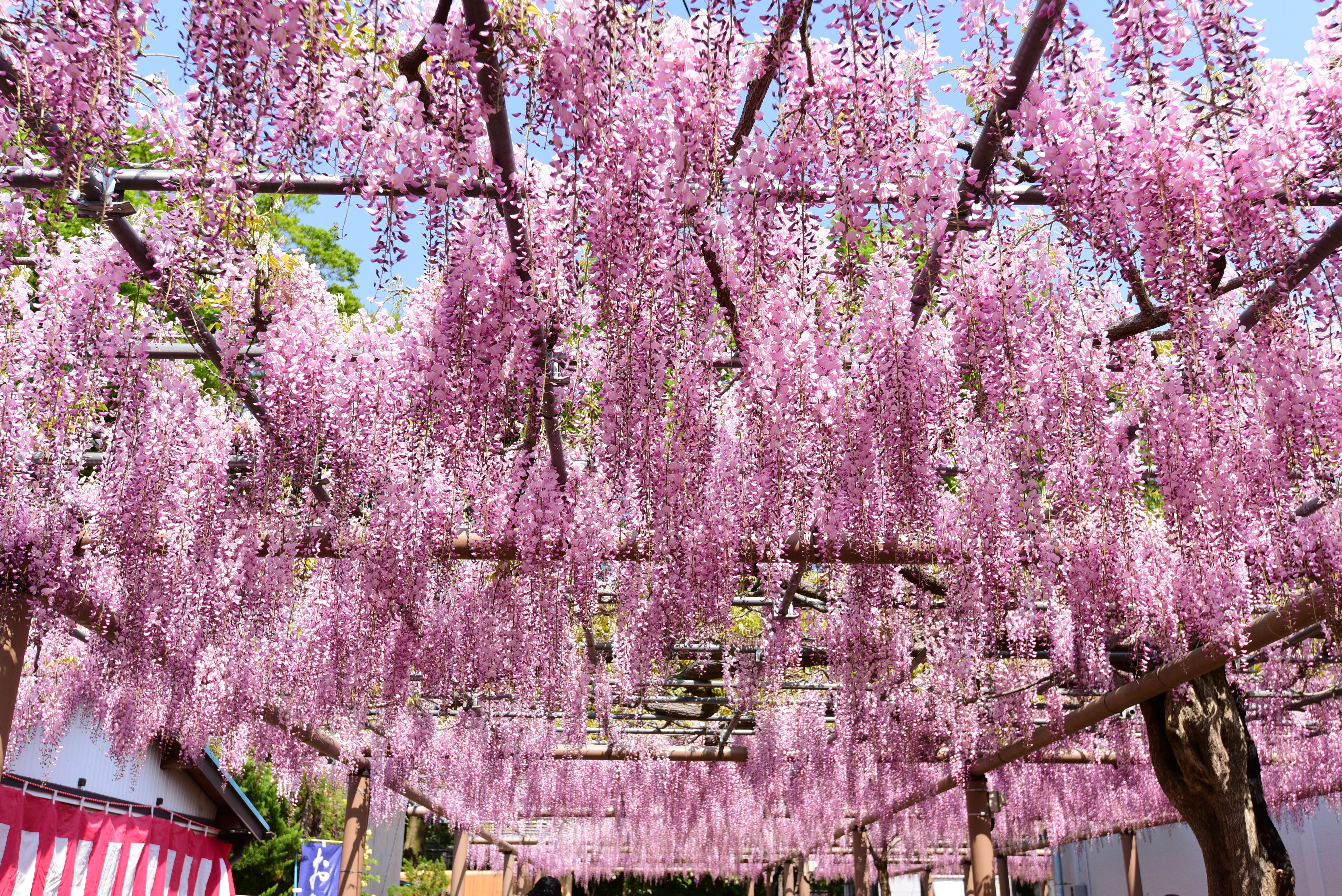
曼陀羅寺的紫藤
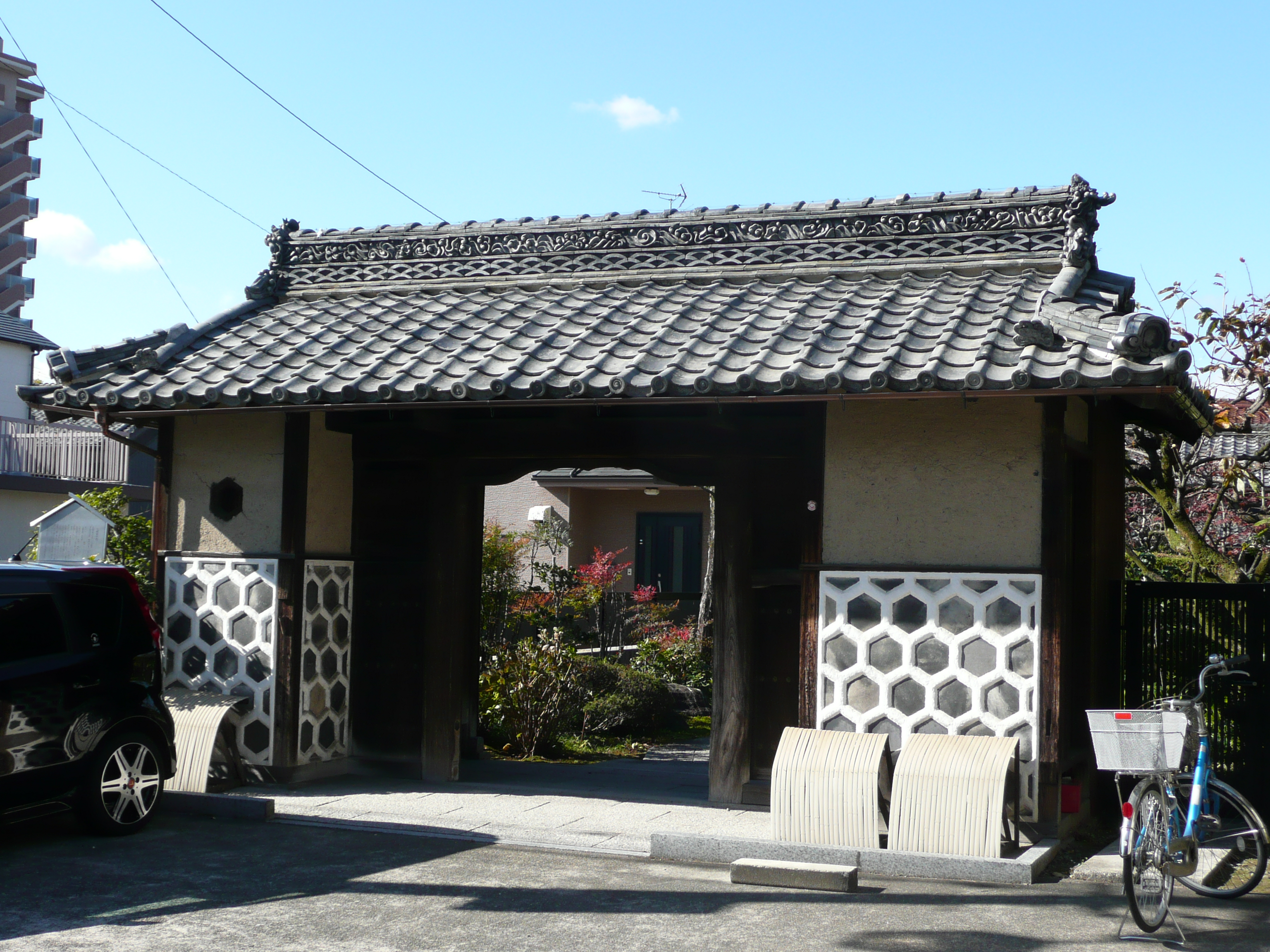
生駒氏下屋敷中門
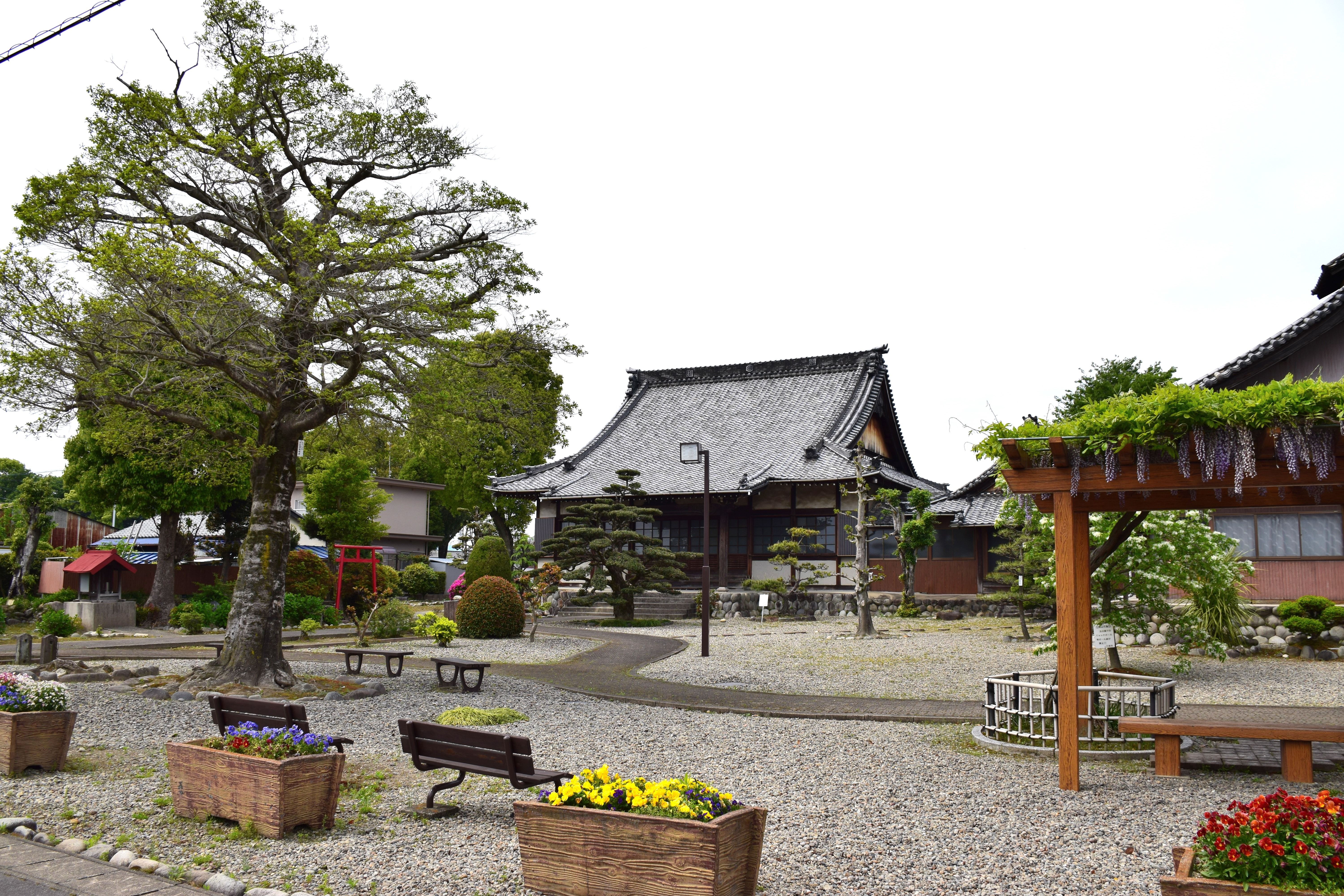
久昌寺本堂
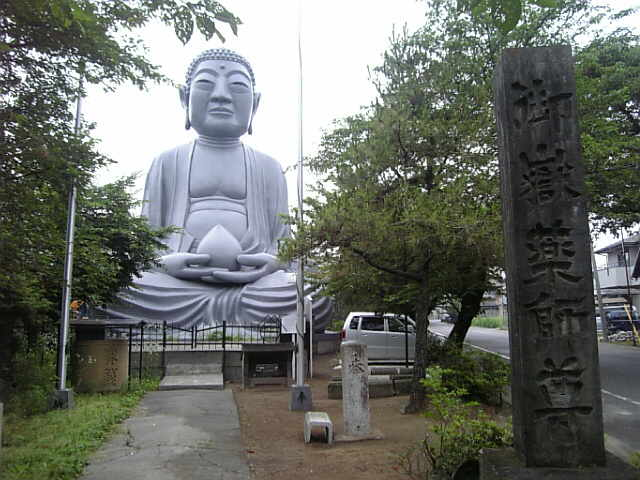
布袋的大佛

## 教育
愛知江南短期大學為市內唯一的高等教育學校，現以兒童健康學科為主。
市內的瀧中學校及高等學校為出身自本地企業家瀧信四郎於1926年所設立私立學校，校內於建校初期即以鋼筋混泥土方式興建的本館、講堂及圖書館現已被列入日本登錄有形文化財。

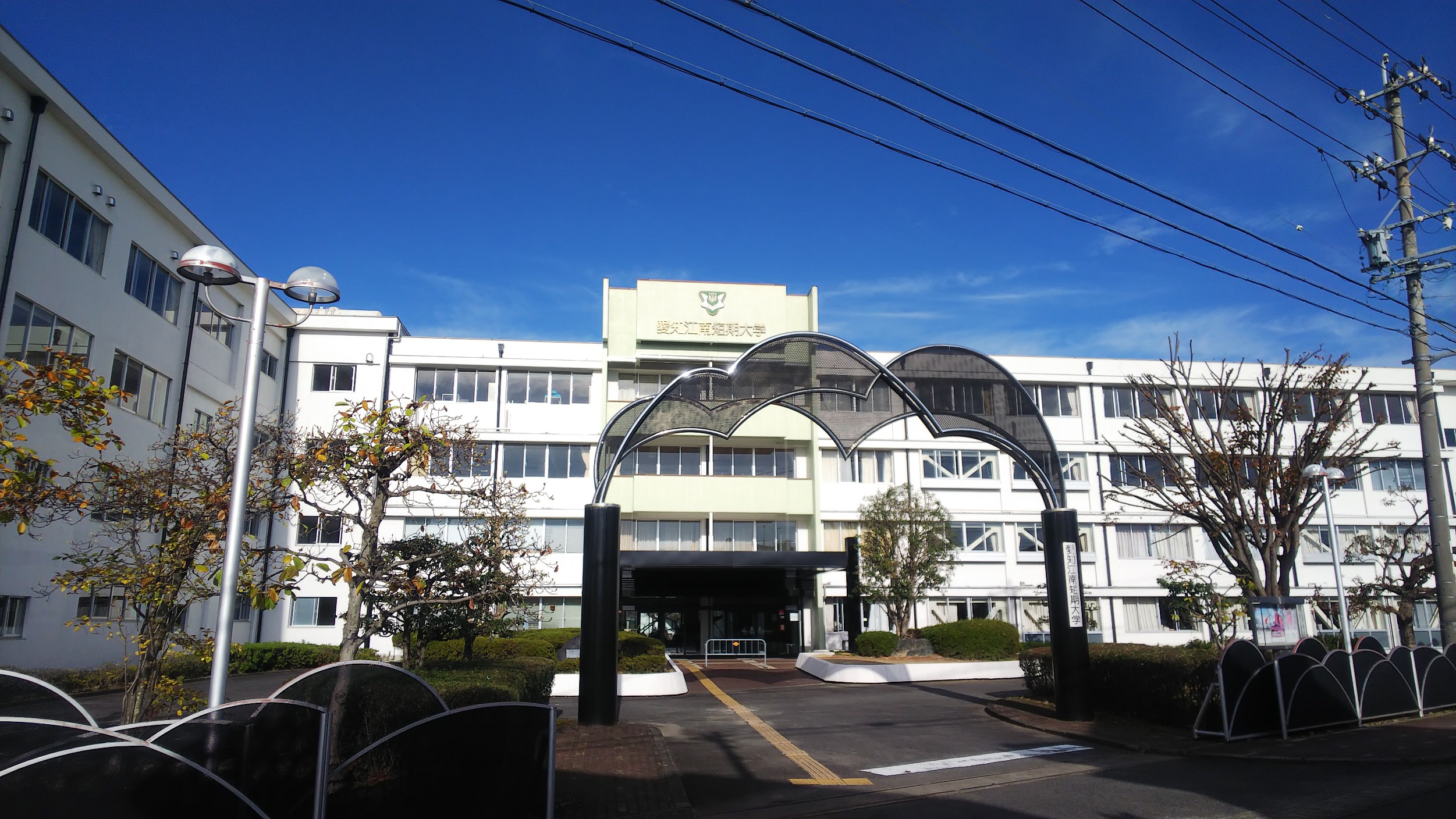
江南短期大學
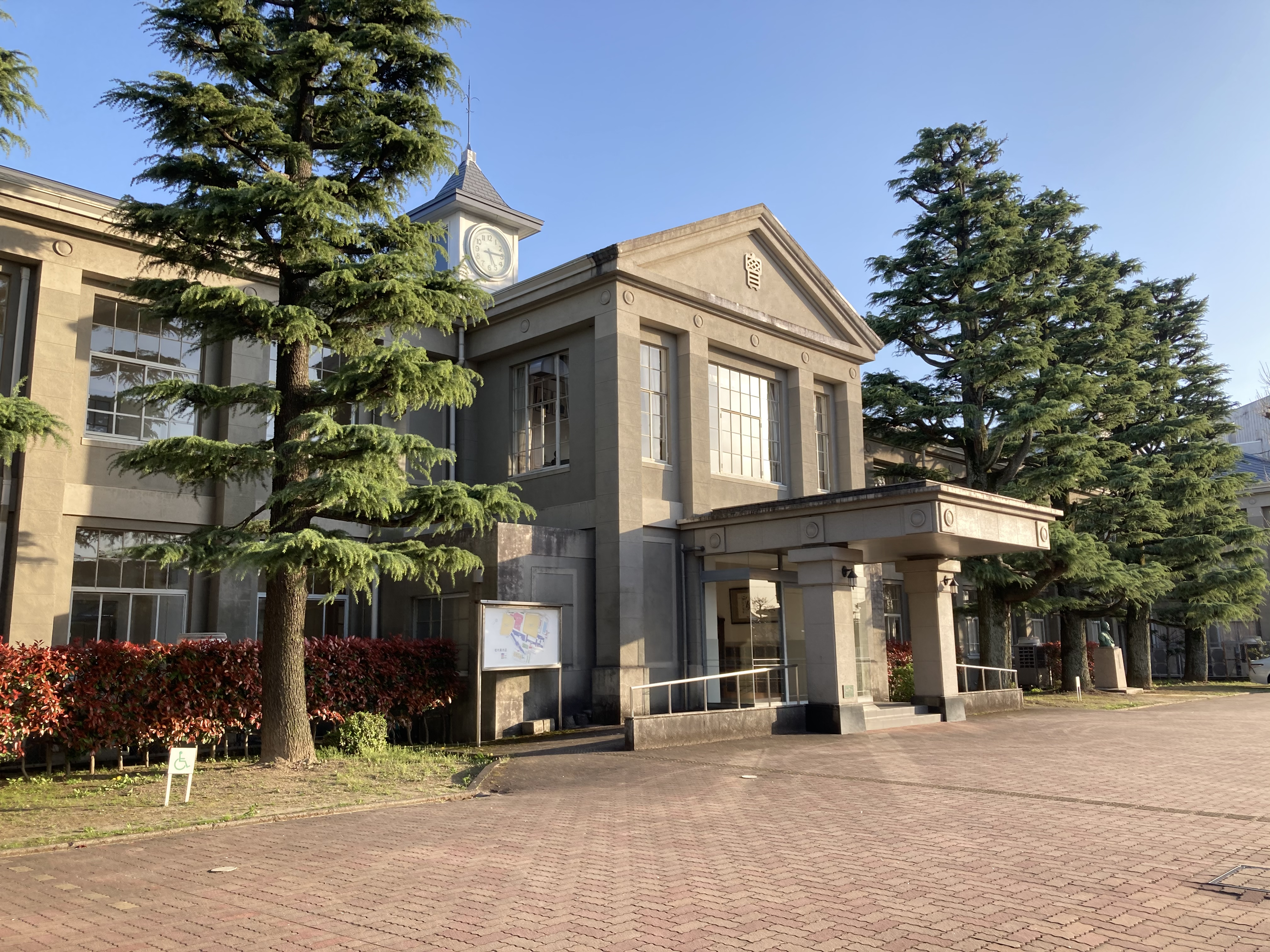
瀧學園本館

## 本地出身的名人
以紡織品起家的現在東京證券交易所掛牌的瀧兵公司，其創辦人瀧兵右衛門為19世紀中出身自本地的商人，家族自18世紀中即開始在本地經營事業；其子瀧信四郎也因此在本地先後設立了瀧中學校及高等學校及私人圖書館瀧文庫。

## 外部連結
- （日語） 江南市廣報的Facebook專頁
- （日語） 江南市廣報的X（前Twitter）
- （日語） 江南市的Instagram帳戶
- （日語） YouTube上的江南市廣報頻道